# Marcus Antonius
Marcus Antonius (latinsky: M•ANTONIVS•M•F•M•N;14. ledna 83 př. n. l. – 1. srpna 30 př. n. l.) byl římský politik a vojevůdce. Byl význačným stoupencem Gaia Julia Caesara, kterého podporoval jako vojenský velitel a úředník. Po Caesarově vraždě uzavřel spolu s Octavianem a Markem Aemiliem Lepidem politické spojenectví nazývané Druhý triumvirát. Triumvirát se rozpadl v roce 33 př. n. l. Konflikt mezi Octavianem a Antoniem vyústil roku 31 př. n. l. v poslední občanskou válku Římské republiky. Octavianus Antonia porazil v námořní bitvě u Actia a v krátké pozemní bitvě v Alexandrii. Antonius spáchal sebevraždu a krátce poté i jeho milovaná egyptská královna Kleopatra VII.

## Mládí
Antonius se narodil v Římě kolem roku 83 př. n. l. Jeho otec se jmenoval rovněž Marcus Antonius a měl přízvisko Creticus. Jeho dědem byl slavný řečník Marcus Antonius Orator, kterého roku 87 př. n. l. popravili Mariovi straníci. Matka Julia Antonia byla sestřenicí Julia Caesara. Antoniův otec zemřel mladý a zanechal jej spolu s bratry Gaiem Antoniem a Luciem Antoniem v péči matky, jež se provdala za Publia Cornelia Lentula (Suru), který se politicky zapletl do Catilinova spiknutí a byl v roce 63 př. n. l. popraven.
Antoniovo mládí bylo charakteristické absencí rodičovské výchovy. Podle historiků, např. Plútarcha, trávil Antonius rané mládí potloukáním se po ulicích Říma spolu s bratry a přáteli, mezi něž patřil i Publius Clodius Pulcher. Vztah s Publiem Clodiem Pulcherem skončil náhle roztržkou, jejíž příčinou byl Antoniův milostný poměr s Clodiovou ženou Fulvií. V dobách přátelství vedli divoký život plný návštěv domů, kde se provozovaly hazardní hry, nezřízených pitek a skandálních milostných afér. Plútarchos se zmiňuje o kolujících pověstech, že Antonius ještě než dosáhl dvacátého roku, dlužil 250 talentů.
Období nezřízeného života Antonius zakončil odjezdem do Řecka, jednak aby utekl před věřiteli, jednak studovat rétoriku. Poté, co krátce v Aténách navštěvoval filozofické přednášky, vyzval jej Aulus Gabinius, prokonsul Sýrie, aby se připojil k tažení do Judeje proti Aristobúlovi a do Egypta na podporu Ptolemaia XII. Auléta. Antonius prokázal během tažení vojenské schopnosti jako velitel jízdy a vyznamenal se statečností a odvahou.

## Caesarův muž
Během roku 54 př. n. l. vstoupil do Caesarova vojska v Galii a rané Germánii. Během válek v Galii se opět projevil jako schopný velitel, avšak kamkoliv přišel, působil neklid. Antonius a Caesar byli prý nejlepšími přáteli. Antonius neustále Caesarovi stál po boku v jeho válečných kampaních. Díky Caesarovi stoupal po žebříčku úředních a politických funkcí coby kvestor, augur a tribun lidu (50 př. n. l.), a sám s veškerou horlivostí prosazoval zájmy svého patrona. Caesarův druhý prokonsulát měl končit roku 50 př. n. l. a Caesar se chtěl do Říma vrátit, aby se dostavil k prokonsulárním volbám. Konzervativní křídlo senátu, v čele s Pompeiem, žádalo, aby se Caesar vzdal prokonsulátu a velení vojska předtím, než se bude znovu ucházet o tento úřad. To však Caesar neměl v úmyslu učinit, neboť by se tímto stal soukromým občanem a vystavil by se tak stíhání za protiprávní činy, jichž se dopustil během prokonsulátu. Zároveň by byl vydán na milost Pompeiovu vojsku. Aby se tomu vyhnul, podplatil tribuna Curia, ten využil práva veta a zvrátil rozhodnutí senátu zbavit Caesara vojska a velení v provincii a zároveň zajistil opětovné zvolení Antonia tribunem. Antonius pak uplatnil tribunské veto s cílem zabránit rozhodnutí senátu vyhlásit stanné právo na protest proti Curiově vetu. Spor se stupňoval, až nakonec byli tribun Antonius spolu s dalším Caesarovým přívržencem tribunem Cassiem vyhnáni ze senátu.
Antonius opustil Řím a přidal se u Ariminia k Caesarovi, který postupoval s vojskem k řece Rubikon, která vymezovala jižní hranici jeho prokonzulské pravomoci. Vojsku demonstroval své utržené šrámy a krvavé rány coby důkaz protizákonného jednání politických oponentů a jako důvod k zahájení války. Tribuni byli podle římských zákonů nedotknutelní a podle zvyku předků (mos maiorum) jejich právo veta bylo nezcizitelné (nebylo však právně jisté, jaká je jeho váha během stanného práva). S vědomím ztráty veškerých nadějí na mírové urovnání konfliktu s Pompeiem převedl Caesar vojsko přes Rubikon a pokračoval k Římu. Zahájil poslední občanskou válku Římské republiky. Po dobu občanské války byl Antonius po Caesarovi druhým nejvyšším velitelem. V Římě stál v čele vojska v době, kdy Caesar porážel Pompeiovy legie v Hispánii, a vedl posily do Řecka, kde velel pravému křídlu Caesarova vojska v bitvě u Farsálu.
Když se Caesar stal podruhé diktátorem, byl Antonius povýšen na vrchního velitele jízdy (magister equitum), na diktátorovu pravou ruku, a tuto pozici nejvyššího správce Itálie zastával do roku 47 př. n. l., zatímco Caesar vedl boj s Pompeiovci, kteří po porážce u Farsalu uprchli do provincie Afriky. Antoniovy administrativní schopnosti, v porovnání s jeho velitelskými, byly horší než špatné a poskytly mu příležitost k páchání těch nejextravagantnějších činů, jež popsal Marcus Tullius Cicero ve svých filipikách. Zdá se, že se v roce 46 př. n. l. Antonius urazil, protože Caesar trval na zaplacení Pompeiova majetku, který Antonius údajně koupil; ve skutečnosti si jej přivlastnil. Konflikt se brzy vystupňoval a Antonius se podle svého zvyku uchýlil k násilí. Stovky občanů byly pobity a Řím se ocitl ve stavu anarchie. Caesar byl nanejvýš rozzloben celou záležitostí a zbavil Antonia veškerých politických pravomocí. Tito dva muži se neviděli dva roky. Odcizení však nemělo dlouhé trvání. Roku 45 př. n. l. se Antonius setkal s diktátorem v Narbo. Oba muže rovněž sblížilo Antoniovo odmítnutí účasti na probíhajícím spiknutí, k níž ho vyzýval Trebonius. Usmíření bylo stvrzené v roce 44 př. n. l., kdy se Antonius stal spolukonzulem pátého Caesarova konzulátu.
Jakkoliv docházelo mezi oběma muži ke sporům, zachovával Antonius po celou dobu Caesarovi věrnost. Během slavnosti luperkálií 15. února 44 př. n. l. nabídl Antonius veřejně Caesarovi diadém, což bylo zneklidňující gesto. Diadém byl symbolem krále a Caesar tím, že jej odmítl, dal najevo, že neusiluje nastolit monarchii. Dne 14. března roku 44 př. n. l. zneklidnil Antonia výrok senátora Casca, který prohlásil, že bohové Caesara srazí. Následujícího dne o březnových idách šel varovat diktátora, ale Osvoboditelé přišli k Caesarovi jako první a 15. března roku 44 př. n. l. byl Caesar zavražděn. Během nastalého zmatku Antonius, převlečený za otroka, opustil Řím v obavě, že diktátorova vražda vyvolá krvavé lázně u jeho přívrženců. Když k ničemu takovému nedošlo, vrátil se do Říma a projednával smír s vrahy. Po čase se zdálo, že Antonius v postavení konzula dosáhl smíru a ukončil politické napětí. Cicero pronesl v senátu řeč a poté senát schválil amnestii pro vrahy.
Potom nastal den Caesarova pohřbu. Antonius jako druhý nejvyšší velitel a pravá ruka doprovázející Caesara po celou dobu jeho úspěchů a jako mladší konzul a Caesarův bratranec byl přirozeně vybrán pro pohřební řeč. Ve svém projevu obvinil spiklence z vraždy a vyhlásil definitivní rozchod s nimi. Během pohřebního projevu prokázal řečnické a dramatické nadání, když strhl z Caesarova těla tógu a obnažil před shromážděným davem jeho rány, na každou z nich ukázal a jmenoval toho, kdo ji zasadil. Veřejně tak označil a zostudil vrahy. Během pohřební řeči přečetl také Caesarovu závěť, která zůstavila převážnou část majetku občanům Říma. Ukázalo se, že Caesar, na rozdíl od prohlášení spiklenců, neměl v úmyslu založit královskou dynastii. Té noci se veřejné mínění změnilo a Římané vyplenili domy Caesarových vrahů a donutili je k útěku.

## Nepřítel státu a triumvirát

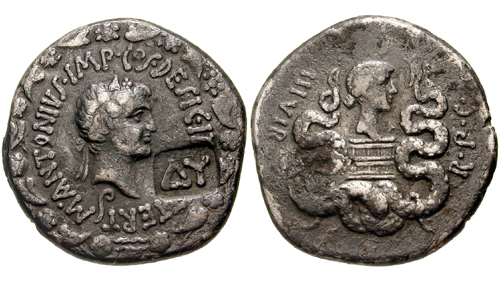
Tetradrachma z roku 39 př. n. l. s portréty Marca Antonia a Octavie Mladší pocházející z mincovny z Efezu.

Antonius se obklopil Caesarovou osobní ochrankou složenou z veteránů a donutil senát předat mu správu Předalpské Galie (Gallia Cisalpina), kterou v té době spravoval jeden ze spiklenců, Decimus Iunius Brutus Albinus. Brutus odmítl předat Antoniovi správu provincie. Antonius vyrazil do útoku a v listopadu roku 44 oblehl Mutinu. Senát na výzvu Cicerona udělil Octavianovi impérium (vrchní velení), čímž zlegalizoval jeho vojenský post a vyslal jej spolu s konzuly Hirtiem a Pansou na pomoc obleženým. Roku 43 bylo Antoniovo vojsko poraženo v bitvě u Fora Gallora a v bitvě u Mutiny. Antonius ustoupil do Zaalpské Galie (Gallia Transalpina). Oba konzulové v bitvě padli a Octavian zůstal v čele armády sám.
Marcus Iunius Brutus a Gaius Cassius Longinus v Řecku shromažďovali vojsko a chystali se vytáhnout proti Římu. Marcus Antonius, Octavian a Marcus Aemilius Lepidus se spojili, aby se utkali s vrahy. Po bitvě u Filipp roku 42 př. n. l. došlo k novému uspořádání poměrů mezi členy druhého triumvirátu: Octavian se vrátil do Říma, Antonius odešel do Egypta, kde se spojil s královnou Kleopatrou, Caesarovou milenkou a matkou Caesarova syna Caesariona. Lepidus odešel ujmout se vlády v Hispánii a v provincii Afrika. Proti odpůrcům triumvirátu byly zahájeny proskripce (jedny z nejkrutějších), kterým velmi brzy podlehl i Antoniův úhlavní nepřítel Cicero.

## Antonius a Kleopatra

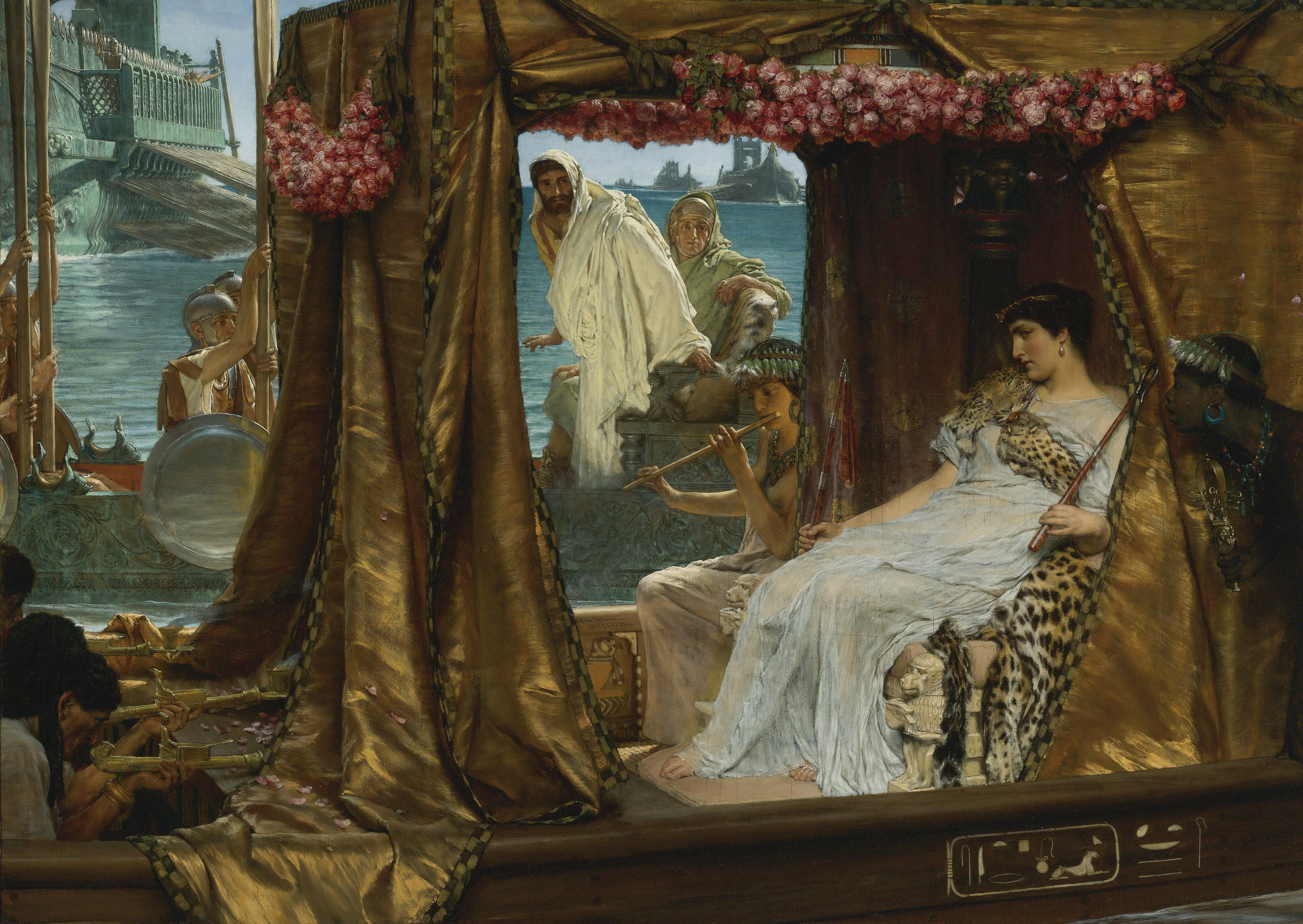
Antonius a Kleopatra, obraz Lawrence Alma-Tademy (1883)

Parthská říše podporovala v občanské válce Bruta Albina a Cassia, její vojenské posily bojovaly u Filipp. Parthové napadli římské území, obsadili Sýrii, vstoupili do Malé Asie a v Judeji dosadili na trůn loutkového krále Antigona, kterým nahradili prořímského Hyrkana. Antonius vyslal generála Ventidia, aby čelil invazi. Ventidius vyhrál řadu bitev proti Parthům, zabil korunního prince Pakora a vytlačil Parthy z římského území. Antonius nyní chystal Parthům oplatit jejich útok. Od Octaviana dostal souhlas posílení vojska a k invazi do Parthské říše. S tímto vojenským záměrem se Antonius přeplavil do Řecka doprovázený svou novou manželkou Octavií Mladší (Octavianovou sestrou). V Řecku se choval velmi výstředně a oblékal se jako řecký bůh Dionýsos (39 př. n. l.). Povstání na Sicílii vedené posledním z pompeiovců Sextem Pompeiem zdrželo slíbenou Octavianovu armádu v Itálii. Když byly Antoniovy plány opět narušeny, vypukly mezi oběma muži spory. Roku 38 podepsali Antonius a Octavianus s přispěním Octavie v Tarentu novou smlouvu. Triumvirát byl obnoven na období dalších pěti let (skončil roku 33) a Octavianus opět slíbil vyslat na východ legie.
Od nynějška byl Antonius, pokud šlo o skutečnou pomoc v parthském tažení, skeptický. Zanechal v Římě těhotnou Octavii s dcerou Antonií a vyplul do Alexandrie, kde očekával finanční podporu Kleopatry, matky jeho dvojčat. Egyptská královna mu půjčila na tažení peníze. Antonius roku 37 dobyl Jeruzalém a území kolem a nahradil na trůně v Judeji Parthy dosazeného krále Antigona Herodem. Potom zaútočil se statisícovým římským vojskem a spojeneckými oddíly na Parthské království s katastrofálním výsledkem. Po četných porážkách v bitvách odpadli arménští spojenci. Nepodařilo se mu rovněž dobýt parthské pevnosti a tak nezbylo než ustoupit. Antoniovu armádu ničily obtíže tuhé zimy a během ústupu územím Arménie ztratil více než čtvrtinu vojska.
V Římě zatím přestal existovat triumvirát. Lepidus byl po špatně odhadnutém politickém tahu nucen resignovat. Octavian, nyní v Římě sám u moci, byl zaujat lákáním tradiční republikánské aristokracie na svou stranu. Oženil se s Livií a zahájil útok na Antonia, aby získal vládu jen pro sebe. Rozhlašoval, že Antonius je bezcharakterní člověk, že ponechal svou věrnou ženu s dětmi v Římě opuštěnou, aby vedl promiskuitní život s egyptskou královnou. Antonius byl vinen vším, ale ze všeho nejvíce se provinil tím, že si „osvojil cizí mravy“ – neomluvitelný zločin v očích pyšných Římanů. Antonius byl několikrát předvolán do Říma, avšak zůstával s Kleopatrou v Alexandrii.

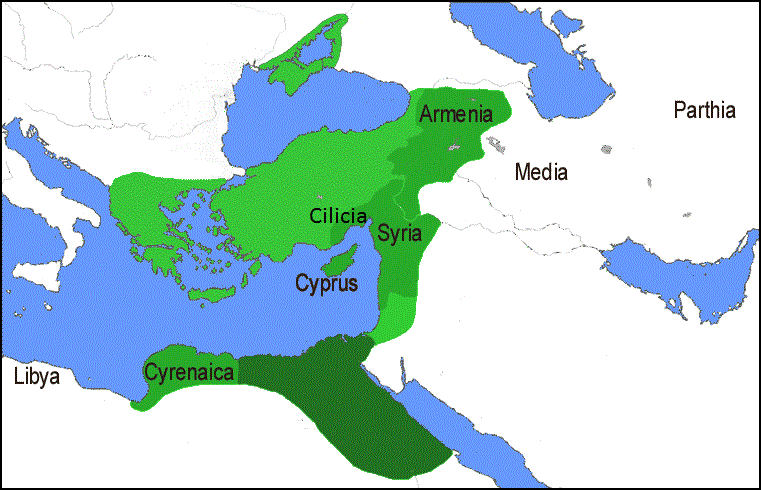
Mapa alexandrijské donace (Antonius Kleopatře a jejím dětem) roku 34 př. n. l.

Antonius, opět s pomocí egyptských peněz, vtrhnul do Arménie, tentokrát úspěšně. Při návratu slavil v ulicích Alexandrie „falešný“ římský triumf. Přehlídka v ulicích města byla napodobeninou nejvýznamnější římské slavnosti. Ve finále po celém městě znělo významné politické prohlášení. Antonius obklopený Kleopatrou a jejími dětmi ukončil spojenectví s Octavianem. Království rozdělil mezi své děti: Alexander Hélios byl prohlášen za krále Arménie, Médie a Partie (kterou Římané nikdy nedobyli), a jeho dvojče sestra Kleopatra Seléné dostala Kyrenaiku a Libyi, mladší Ptolemaios Filadelfos získal Sýrii a Kilíkii. Kleopatru prohlásil královnou králů a egyptským králem a měla vládnout Egyptu společně s Caesarionem (Ptolemaiem XV. Caesarem, synem Julia Caesara), králem králů a králem Egypta. Tato prohlášení jsou známa jako Alexandrijské donace a způsobily fatální roztržku v Antoniově vztahu k Římu. Rozdělení části římského území mezi Kleopatřiny děti nebylo smířlivým gestem, avšak nebylo tou pravou hrozbou. Skutečným problémem, který ohrožoval Octavianovu politickou pozici, bylo prohlášení Caesariona za legitimního Caesarova potomka a dědice Caesarova jména. Základy Octavianovy moci spočívaly na Caesarově adopci, jež mu zaručovala velmi potřebnou popularitu a loajalitu vojska. Octavianus nesnesl, aby tuto pro něj výhodnou situaci ohrožovalo dítě, které se narodilo nejbohatší ženě na světě. Triumvirát podle smlouvy definitivně skončil v roce 33 př. n. l. a již se neobnovil. Začala další občanská válka.
Během roku 33 a 32 př. n. l. probíhal v Římě na politickém kolbišti propagandistický boj, v němž se obě strany navzájem obviňovaly. Antonius (v Egyptě) se rozvedl s Octavií a obvinil Octaviana, že je povýšený zbohatlík, který si přivlastnil moc a padělal dokumenty o své adopci Caesarem. Octavian obvinil Antonia z velezrady: protiprávně si podržel provincie, v nichž měly být podle římské tradice rozděleny římským občanům pozemky, zahájil bez souhlasu senátu válku s cizími národy (Arménie a Parthie). Antonius byl rovněž odpovědný za popravu Sexta Pompeia bez soudu. Roku 32 př. n. l. senát zbavil Antonia pravomocí a vyhlásil válku proti Egyptu. Oba konzulové (Gnaeus Domitius Ahenobarbus a Gaius Sosius) a třetina senátu opustila Řím, aby se v Řecku setkali s Antoniem a Kleopatrou.
Roku 31 př. n. l. vypukla válka. Octavianův oddaný a schopný generál Marcus Vipsanius Agrippa se zmocnil řeckých měst a přístavu Methane, které stranily Antoniovi. Velká obliba Octaviana a legie zajistily, že se provincie Kyrenaika a Řecko odpadlo na jeho stranu. 2. září roku 31 se odehrála bitva u Actia. Námořní vojsko Antonia a Kleopatry bylo poraženo a oba uprchli se 60 loděmi do Egypta.
Octavian, nyní tak blízko absolutní moci, jim nehodlal ponechat jedinou šanci. V srpnu roku 30 př. n. l. napadl po boku s Agrippou Egypt. Antonius, nemaje kam prchnout, spáchal sebevraždu, probodl se mečem v mylné domněnce, že Kleopatra již spáchala rovněž sebevraždu. Když se dověděl, že Kleopatra je stále naživu, přátelé jej přenesli do Kleopatřiny svatyně, kde se skrývala, a Antonius zemřel v jejím náručí (někteří historikové tvrdí, že nespáchal sebevraždu, ale zabil jej oblíbený Octavianův egyptský kněz). Kleopatra teprve několik týdnů po jeho smrti spáchala sebevraždu a nechala se po egyptském způsobu uštknout hadem. Caesarion byl zavražděn také. Antoniova dcera, kterou měl s Octavií, byla ušetřena, stejně jako syn Iullus Antonius. Starší syn Marcus Antonius Antyllus byl zabit Octavianovými muži, když prosil o milost v Caesareiu.

## Dozvuky a odkaz
Antonius byl mrtev a Octavian se stal nezpochybnitelným vládcem Říma. V následujících letech získal Octavian (po roce 27 př. n. l. Augustus) do svých rukou veškerou administrativní, politickou a vojenskou moc. Když Augustus roku 14 zemřel, přešly veškeré jeho pravomoci na adoptovaného syna Tiberia.
Caesarův mocenský vzestup a následná občanská válka mezi dvěma jeho hlavními přívrženci definitivně zpochybnily římskou oligarchii coby vlády schopnou a potvrdily, že v budoucnosti budou veškeré boje o moc soustředěny na boj mezi dvěma (nebo více) jedinci. Zápas o moc již nebude jedinec svádět na půdě senátu. A tak Antonius, Caesarův klíčový přívrženec a jeden ze dvou mužů, jehož moc po Caesarově vraždě nesmírně vzrostla, se stal především jedním ze tří mužů odpovědných za pád Římské republiky.

## Antoniova manželství a potomci
Antonius byl postupně ženatý s Fadií, Antonií, Fulvií, Octavií a Kleopatrou. Zanechal po sobě množství dětí. Skrze děti, které zplodil s Octavií, se stal předkem římského císaře Caliguly, Claudia a Nerona.
1. Sňatek s Fadií, dcerou propuštěnce. Podle Cicerona porodila Fadia Antoniovi několik dětí. O Fadii a jejích dětech dějiny mlčí. Antoniovu první manželku zmiňuje pouze Cicero.
2. Sňatek se sestřenicí z otcovy strany Antonií Hybridou Mladší. Podle Plútarcha ji Antonius v Římě vyhnal z domu, neboť měla milostný poměr s jeho přítelem tribunem Publiem Corneliem Dolabellou. To se událo roku 47 př. n. l. a Antonius se s ní rozvedl. S Antonií měl dceru:
  - Antonii, která se provdala za bohatého Řeka Pytódora z Trallu
3. Sňatek s Fulvií, s níž měl dva syny:
  - Marcus Antonius Antyllus – popravený Octavianem roku 30 př. n. l.
  - Iullus Antonius – ženatý s Claudií Marcellou Starší, dcerou Octavie
4. Sňatek s Octavií Mladší, sestrou Octaviana; zplodili spolu dvě dcery:
  - Antonia Starší, provdaná za Domitia, která byla rovněž babičkou císařovny Messaliny (Valeria Messalina) a císaře Nerona
  - Antonia Mladší, která byla provdána za Liviina syna Drusa, byla babičkou císaře Caliguly a císařovny Agrippiny Mladší a prabábou císaře Nerona

1. Děti s Egyptskou královnou Kleopatrou, bývalou milenkou Julia Caesara:
  - Dvojčata Alexander Hélios a Kleopatra Seléné; Kleopatra Seléné se provdala za Jubu II., krále Numidie a později Mauretánie.
  - Ptolemaios Filadelfos

## Literární ztvárnění
Literární ztvárnění, v nichž je ústředním námětem povaha a život Marka Antonia:
- William Shakespeare – Julius Caesar, Antonius a Kleopatra
- Televizní seriál Xena: princezna bojovnice
- Televizní seriál Řím
- 1963 film Kleopatra
- Colleen McCullough románový cyklus Muži Říma (přeloženo do češtiny)
- Margaret Georgie Paměti Kleopatry
- Videohra od Capcom Stín Říma v níž je Antonius charakterizován jako hlavní protivník

#### Primární prameny
- Dio Cassius xli. –liii
- Appianos, Bell. Civ. i. –v.
- Cicero, Dopisy a Filipiky [Philippicae]
  - Philippicae Orationes in M. Antonium
- Plútarchos, Bioi paraleloi (Souběžné životopisy)

Česká bibliografie
- APPIANOS. Krize římské republiky: (Římské dějiny 2 – Občanské války). Praha: Svoboda, 1989. Přeložili Jan Burian, Bohumila Mouchová. ISBN 80-205-0060-X.
- CICERO, Marcus Tulius. Listy přátelům I. Praha: Arista: Baset, 2001–. Přel. Václav Marek. ISBN 80-86223-30-2; ISBN 80-86410-03-X.
- CICERO, Marcus Tulius. Druhá řeč proti Marcu Antoniovi. In: Tribuni výmluvnosti. Přel. Václav Bahník. Praha: Odeon, 1974.
- PLÚTARCHOS. Životopisy slavných Řeků a Římanů I–II. Praha: Arista: Baset: Maitrea, 2006–2007. Přel. Václav Bahník. ISBN 978-80-86410-47-0; ISBN 978-80-7340-103-0; ISBN 978-80-87249-00-0
- PLÚTARCHOS. Životopisy slavných Řeků a Římanů I–II. Praha: Odeon, 1967. Přel. Antonín Hartman.
- PLÚTARCHOS. Antonius. In: O cizích osudech. Přel. Ferdinand Stiebitz. Praha: Odeon, 1972.

#### Sekundární prameny
- Encyklopedie antiky. Praha: Academia, 1974.
- HOLLAND, Tom. Rubikon: triumf a tragédie římské republiky. Praha: Dokořán, 2005. ISBN 80-86569-86-1.
- ZAMAROVSKÝ, Vojtěch. Dějiny psané Římem. Vydání páté. Praha: Garamond, 2015. 402 stran. ISBN 978-80-7407-287-1